# Physalaemus albonotatus
Physalaemus albonotatus es una especie de ránidos de la familia Leptodactylidae.

## Distribución geográfica
Se encuentra en Argentina, Bolivia, Brasil, Paraguay y, posiblemente, Uruguay.